# دمتریو بی. لاکاس
دمتریو بی. لاکاس (انگلیسی: Demetrio B. Lakas; زاده ۲۹ اوت ۱۹۲۵ – درگذشته ۲ نوامبر ۱۹۹۹) مهندس و سیاستمدار اهل پاناما بود. وی از ۱۹ دسامبر ۱۹۶۹ تا ۱۱ اکتبر ۱۹۷۸ رئیس‌جمهور پاناما بود.
دمتریو بی. لاکاس در ۲ نوامبر ۱۹۹۹، در سن ۷۴ سالگی بر اثر بیماری قلبی-عروقی درگذشت.